# Tontowi Ahmad
Tontowi Ahmad (Banyumas, 18 luglio 1987) è un giocatore di badminton indonesiano, vincitore della medaglia d'oro ai Giochi olimpici di Rio de Janeiro 2016 nel doppio misto, in coppia con Liliyana Natsir.

## Palmarès
- Giochi olimpici

Rio de Janeiro 2016: oro nel doppio misto.
- Mondiali

Londra 2011: bronzo nel doppio misto.
Guangzhou 2013: oro nel doppio misto.
Jakarta 2015: bronzo nel doppio misto.
- Giochi asiatici

Incheon 2014: argento nel doppio misto.
- Campionatici asiatici di badminton

Wuhan 2015: oro nel doppio misto.
Wuhan 2016: argento nel doppio misto.
- Giochi del Sud-est asiatico

Indonesia 2011: oro nel doppio misti e a squadre maschile.